# Pêra Rocha

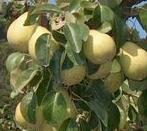
Foto de una Pêra Rocha.

La Pêra Rocha es una variedad de pera, de la región del Oeste, en Portugal. Fue identificada por primera vez en 1836, en Sintra, en la propiedad de Pedro António Rocha. A partir de una campaña publicitaria, en 1991, se ha intensificado su cultivo y exportación a países de la Unión Europea, que tuvieron un pico de 65 000 toneladas en la temporada 1997/98.

## Historia
Tiene su origen en 1836, de una plántula obtenida de una semilla ocasional, se identificó un peral diferente en la finca 'terra da Rocha' de Pedro António Rocha, ubicada en el municipio de Sintra, más precisamente en Ribeira de Sintra cuyos frutos eran de una calidad inusual. Esta pera se conoció como "Pera Rocha do Oeste".

## Pêra Rocha do OesteDOP
'Rocha' es una variedad de pera producida en la región Oeste de Portugal tiene un estado de Denominación de Origen Protegida DOP desde 2003. 
Es el más reconocido, siendo un producto con características específicas:
- Tamaño: medio 55mm a 75mm
- Formato: oval, piriforme
- Piel: fina y suave
- Color: amarillo y verde
- Russeting: típico rodeando el pedúnculo
- Color de la Pulpa: blanco
- Pulpa: dura y firme, crujiente, jugosa y dulce
- 'Rocha' la pera es muy sensible a la costra de la pera (Venturia pyrina) y también al Stemphylium vesicarium.

Más de 13,520,000 kg de pera 'Rocha' de Oeste se exportaron en 2004 a países como Gran Bretaña, Brasil, Francia, Irlanda, Rusia, Polonia, Holanda, Canadá y España.

## Producción

### En Portugal
Es en los municipios del oeste de Portugal donde se concentra la producción de peral, especialmente los municipios de Cadaval con una superficie de cultivo de 2.073 hectáreas y el expresivo crecimiento en la última década, el municipio de  Bombarral cuya superficie plantada de 1.934 hectáreas aumentó sólo un 2% en la última década.
| Municipios | Área cultivada en ha |
| --- | -------------------- |
| Torres Vedras, Caldas da Rainha, Bombarral, Cadaval | > 1000 ha            |
| Alcobaça, Óbidos, Lourinhã, Mafra | > 500 ha             |
| Marinha Grande, Vila Nova de Ourém, Arruda dos Vinhos, Sobral de Monte Agraço, Peniche, Leiría, Alenquer, Santarém, Rio Maior, Cartaxo, Nazaré, Batalha, Azambuja, Porto de Mós, Vila Franca de Xira, Torres Novas, Alcanena, Tomar, Ferreira do Zêzere | < 500 ha             |

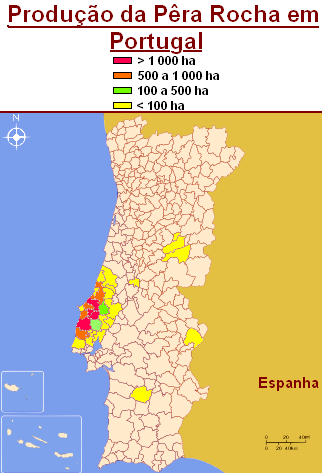
Producción de la pera-rocha en el Oeste.

La pera rocha también se produce, aunque en cantidades menores, en el Alentejo (nos concelhos de Ferreira do Alentejo e Elvas), em Trás-os-Montes (municipio de Carrazeda de Ansiães), no Minho (municipio de Braga) y en la Beira Interior (en Lamego, en la Guarda, Manteigas, Covillana, Belmonte y en Fundão).

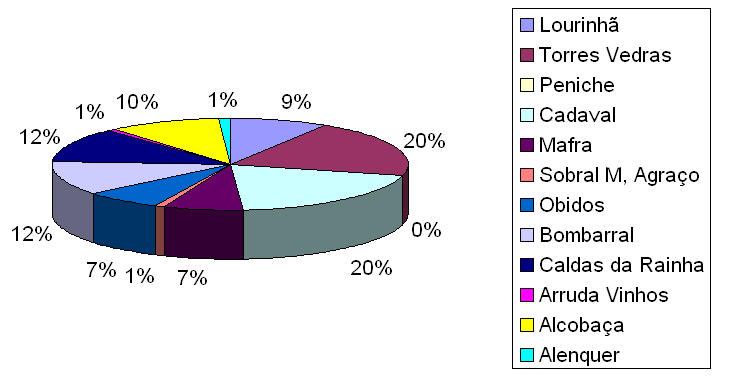
Percentual de producción de pera-rocha en el Oeste.

### En Brasil
La pera rocha también se produce en Brasil desde hace varios años, y el estado de Santa Catarina es pionero en la producción de esta fruta, con la plantación de 45.000 plantones importados de Portugal en tres fincas. Su rendimiento por hectárea es comparable al de la manzana. También se cultiva en el interior de São Paulo.